# Rodolfo Volk
Rodolfo Volk, född 14 januari 1906 i Fiume, död 2 oktober 1983 i Nemi, var en italiensk fotbollsspelare (anfallare) som spelade i AS Roma på 1930-talet.

## Fotnoter
1. ↑  transfermarkt.com, transfermarkt.com spelar-ID: 300670, läst: 9 oktober 2017.[källa från Wikidata]
2. ↑  PlaymakerStats.com spelar-ID: 80258, läst: 22 april 2022.[källa från Wikidata]